# Ślimak żółtawy
Ślimak żółtawy, winniczek białawy (Helix lutescens) – gatunek ślimaka z rodziny ślimakowatych (Helicidae).

## Występowanie
Występuje na dwóch obszarach rozdzielonych łańcuchem Karpat. Południowo-zachodni zasięg obejmuje Spisz, Kras Słowacki, Wielką Nizinę Węgierską i Siedmiogród. Na północny wschód od gór występuje w Mołdawii, Besarabii, na Podolu i wyżynach południowopolskich. W Polsce spotykany tylko w południowo-wschodniej części kraju.
Zamieszkuje tereny o charakterze stepowym, suche zarośla i słoneczne zbocza. Często spotykany w ogrodach i nasłonecznionych miejscach ruderalnych. Ślimak ten licznie występuje w okolicy Zamościa. Według starych mieszkańców, sprowadzili go tu zakonnicy Bazylianie chcący urozmaicić swój jadłospis. Po kasacie zakonu ślimaki zdziczały i stały się liczne. Wprowadzenie skupu winniczków, w ostatnich latach poważnie uszczupliło ich populację (gatunek nie podlega skupowi!).

## Biologia i ekologia
W naturalnym środowisku gatunek ten aktywny jest wiosną i latem. Do połowy września schodzi w dolne partie roślin, których płożące się wtedy pędy tworzą butwiejącą ciepłą i wilgotną osłonę, uzupełnianą później izolującą pokrywą śnieżną. Otwór muszli ślimak zamyka wieczkiem wapiennym i hibernuje. Wieczko może być nieco grubsze niż skorupka, a w miejscu styku ze ścianką otworu jest wyraźnie zgrubiałe.
„Zimowe wieczka” ślimaków lądowych, w odróżnieniu od „całorocznych wieczek” ślimaków wodnych takich jak np. żyworodka nie mają warstwy konchiolinowej, a od środka mają kształt płaskiej czarki. Na wiosnę ślimak wapń z wieczka resorbuje i się uwalnia. Niekiedy i latem można spotkać skorupki z wieczkiem – ich mieszkaniec nie przeżył zimy.

## Status zagrożenia i ochrona
W Czerwonej księdze gatunków zagrożonych IUCN ślimak żółtawy jest uznawany za gatunek najmniejszej troski (LC, ang. Least Concern).
Lokalnie ślimak żółtawy jest gatunkiem zagrożonym, gdyż jest mylony ze znacznie większym ślimakiem winniczkiem. Od 1995 do 2014 roku podlegał w Polsce ścisłej ochronie gatunkowej. Od października 2014 objęty jest ochroną częściową.

## Galeria

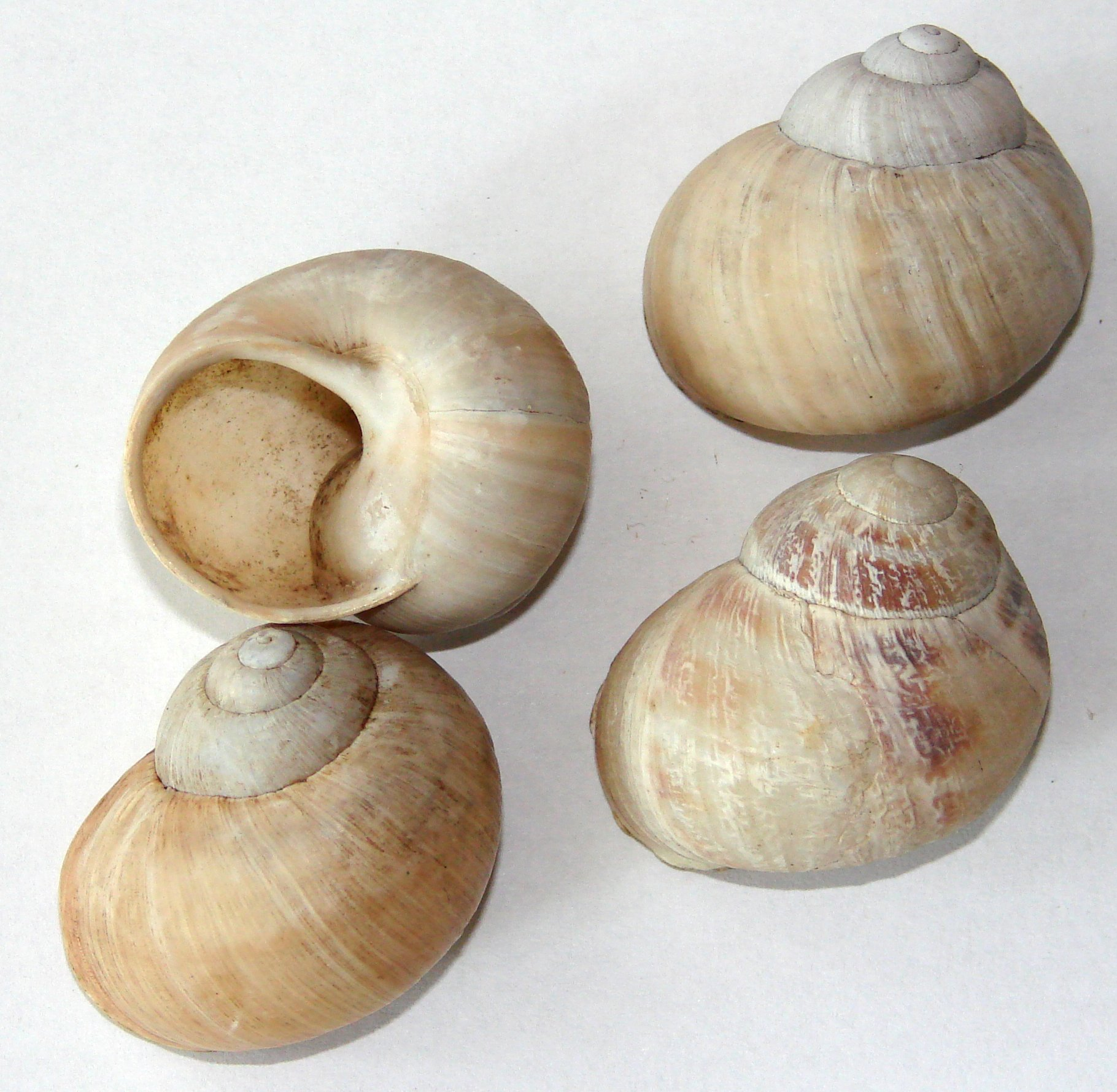
Muszle
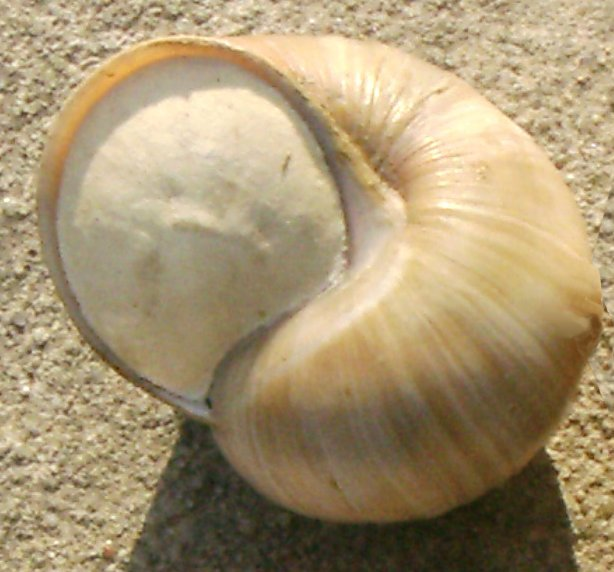
Muszla zabezpieczona wieczkiem na zimę
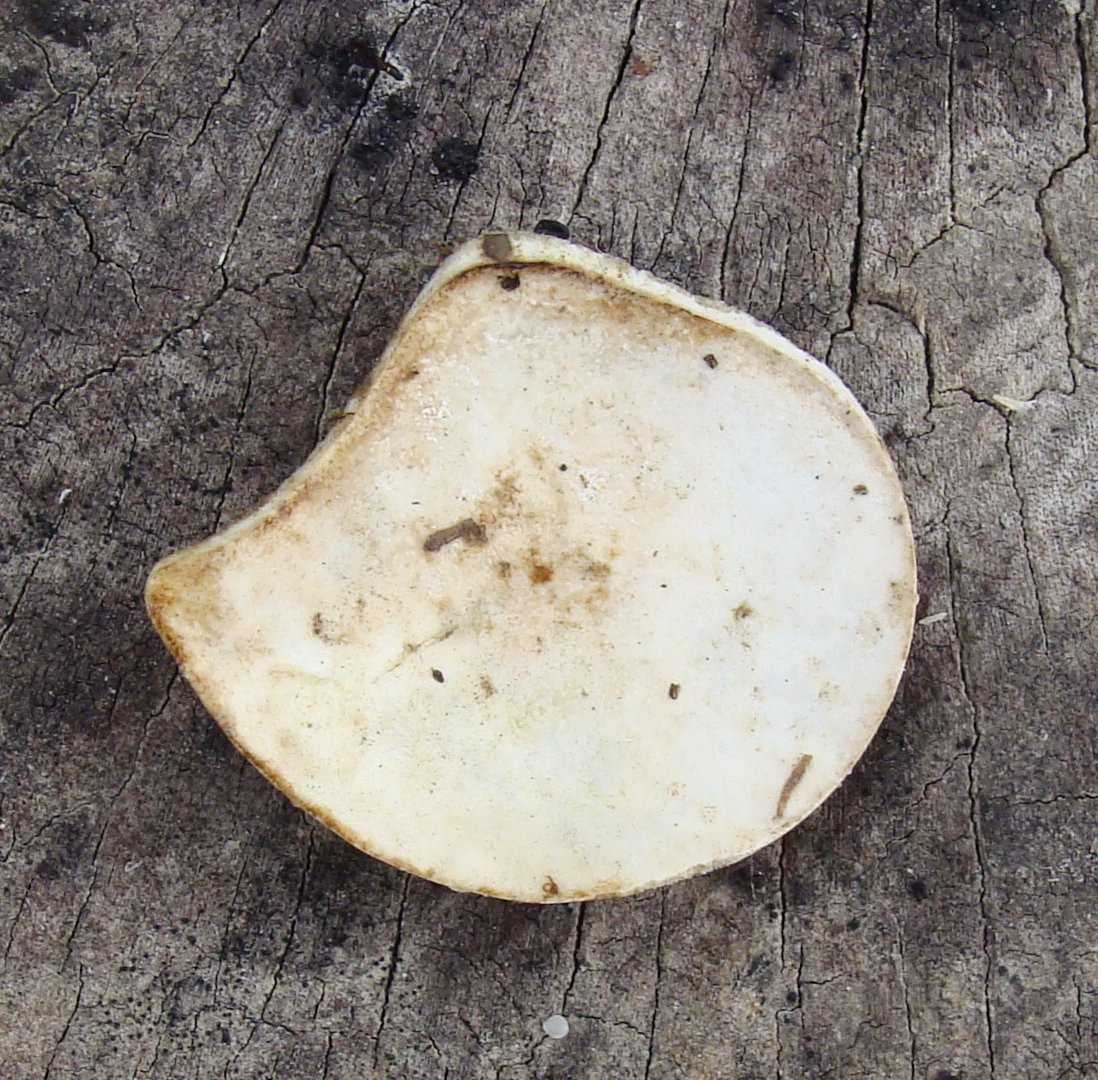
Wieczko – widok od strony wewnętrznej